# グリゴリー・ジノヴィエフ

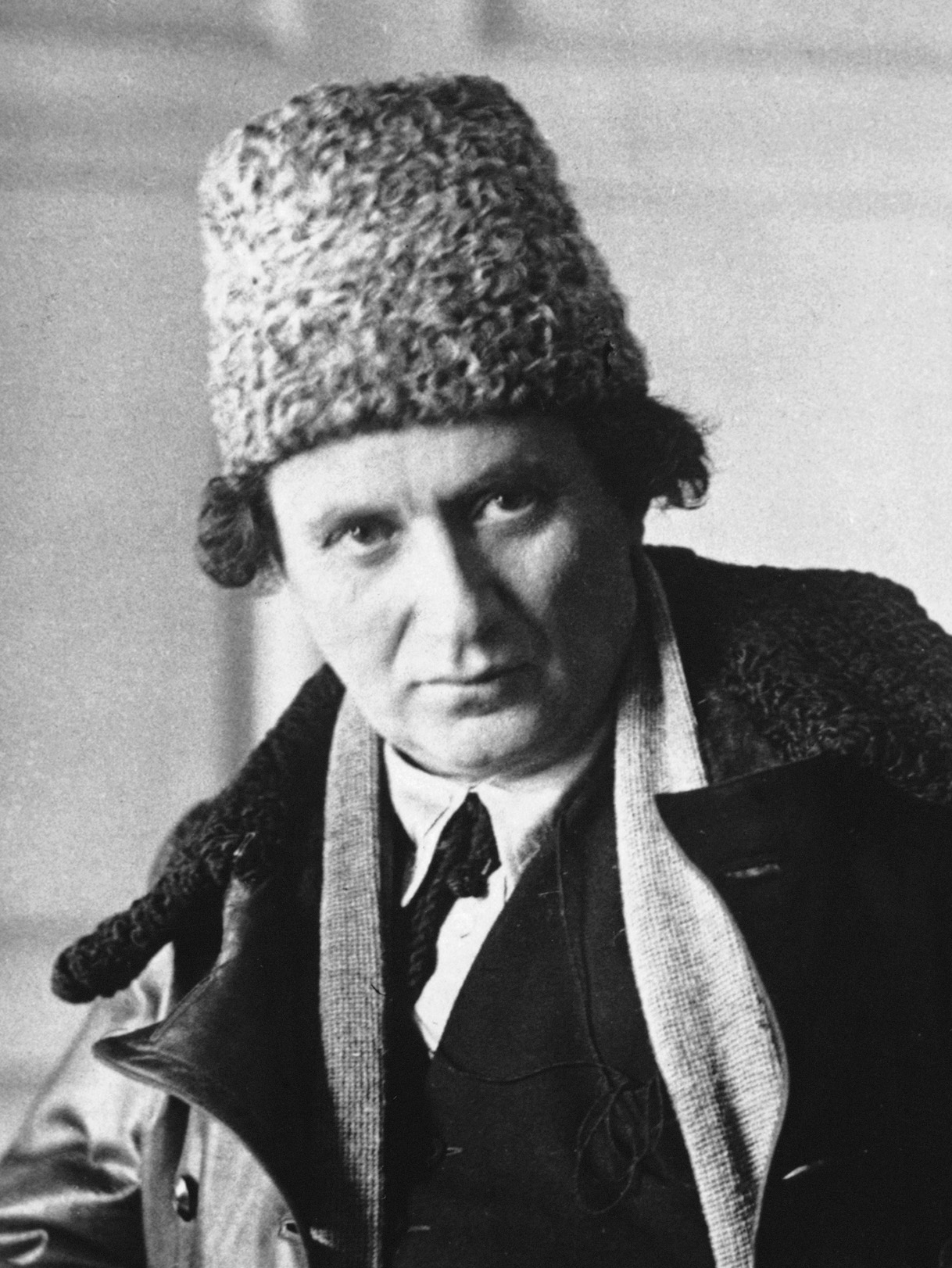
グリゴリー・ジノヴィエフ（1920年）

グリゴリー・エフセーエヴィチ・ジノヴィエフ（ロシア語: Григо́рий Евсе́евич Зино́вьев、ラテン文字転写：Grigorii Yevseevich Zinoviev、1883年9月23日（ユリウス暦9月11日） - 1936年8月25日）は、ロシアの革命家、ソビエト連邦の政治家。
本名オフセル・ゲルション・アロノフ＝ラドムイスリスキー、またはオフセーイ＝ゲルショーン・アアローノヴィチ・ラドムィースリスキイ；Овсей-Гершен Ааронович Радомысльский；Ovsel Gershon Aronov Radomyslsky)。また、母の旧姓アプフェリバウム(Апфельбаум)を用いたヒルシュ・アプフェルバウム(Hirsch Apfelbaum)の名でも知られる。ユダヤ系ロシア人。
ウラジーミル・レーニンの側近としてロシア革命に参加。ソビエト政権発足後は、ペトログラード・ソビエト議長、コミンテルン議長、共産党政治局員を歴任したが、スターリンとの権力闘争に敗れ、後に処刑された。
多くの著作（レーニン礼賛が中心となっている）とレーニンの死後に執筆した回想録を残しているが、そのほとんどはソ連崩壊までアーカイブに封印されていた。アナトリー・ルナチャルスキーは「レーニンのシルエット」と呼んだ。反対派からは「レーニンのお太鼓持ち」と揶揄された。

## 生い立ちと経歴
1883年9月11日（グレゴリオ暦で9月23日）、ロシア帝国領ウクライナのヘルソン県エリサヴェドグラート(現在のキロヴォフラード)でユダヤ人の家庭に生まれる。父親は乳牛を飼育する農場主であった。
ジノヴィエフは、少年時代から革命運動に参加し、長じてロシア社会民主労働党に入党。1902年、スイスのベルンに亡命、パリでも活動し出入国を繰り返す。この間ベルン大学化学部・法学部に学ぶ。1903年、ボリシェヴィキ創設時からのメンバーとなり、レーニンの最も親密な同志の一人として「レーニンの副官」と呼ばれた。1906年社会民主労働党サンクトペテルブルク委員会のメンバーとなり、新聞「前進」誌の編集部員や労組でのオルグ活動で活躍する。党中央委員に選出されるが、1908年に逮捕。しかし、病気を理由に釈放され、亡命。
第一次世界大戦時にはスイスに亡命する。スイスでは、ジノヴィエフとレーニンは、家族ぐるみの親しい交際を持つ。1917年4月、レーニンと共に「封印列車」に乗ってロシアに帰国した。7月、ペトログラードでの武装蜂起には反対し、行動を止めようとしたが逆に陰謀教唆と組織の容疑で告発される。ジノヴィエフはレーニンと共に逮捕を逃れ地下に潜伏した。10月10日、16日の党中央委員会では、ジノヴィエフとレフ・カーメネフは即時武装蜂起を主張するレーニンに反対し、新聞で事前に蜂起計画を暴露した。こうした経緯から十月革命で果たした役割は比較的小さいが、一方で広範な社会主義的全政党を網羅した全社会主義政府樹立を主張し、一部の人民委員（閣僚）の賛同を得るなど政権内での影響力は侮りがたいものがあった。
レーニンは、十月蜂起のジノヴィエフの行動には激怒し、『我々は彼らをもはや同志とは認めない』とまで言って党除名を要求したほどであった。しかし、ジノヴィエフはレーニンに忠誠を誓い、人民委員会議に入閣こそしなかったが、 ペトログラード・ソビエト議長に就任する。ジノヴィエフは、ブレスト＝リトフスク条約調印などの問題ではレーニンを支持した。1919年、コミンテルン執行委員会議長に選出され、コミンテルンの規約制定の中心となる。同年党政治局員となる。レーニンは遺書で、「ジノヴィエフとカーメネフについて言えば、彼の十月における振る舞いは偶然ではないが、それを政治的に誇張することはしてはならない」と記した。

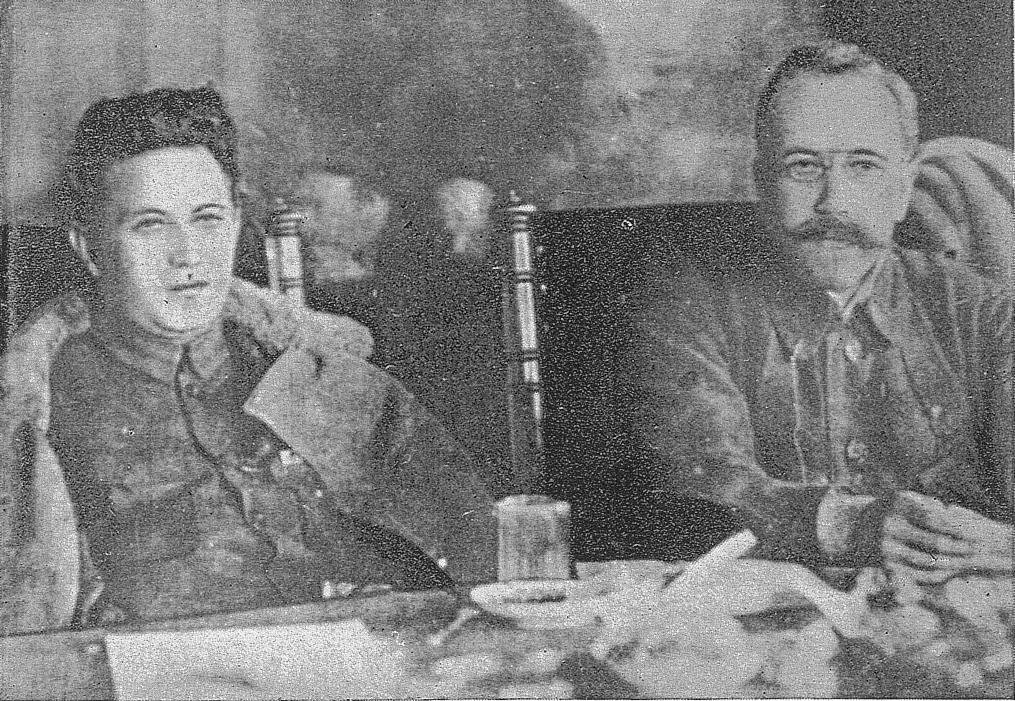
カーメネフ（右）とジノヴィエフ

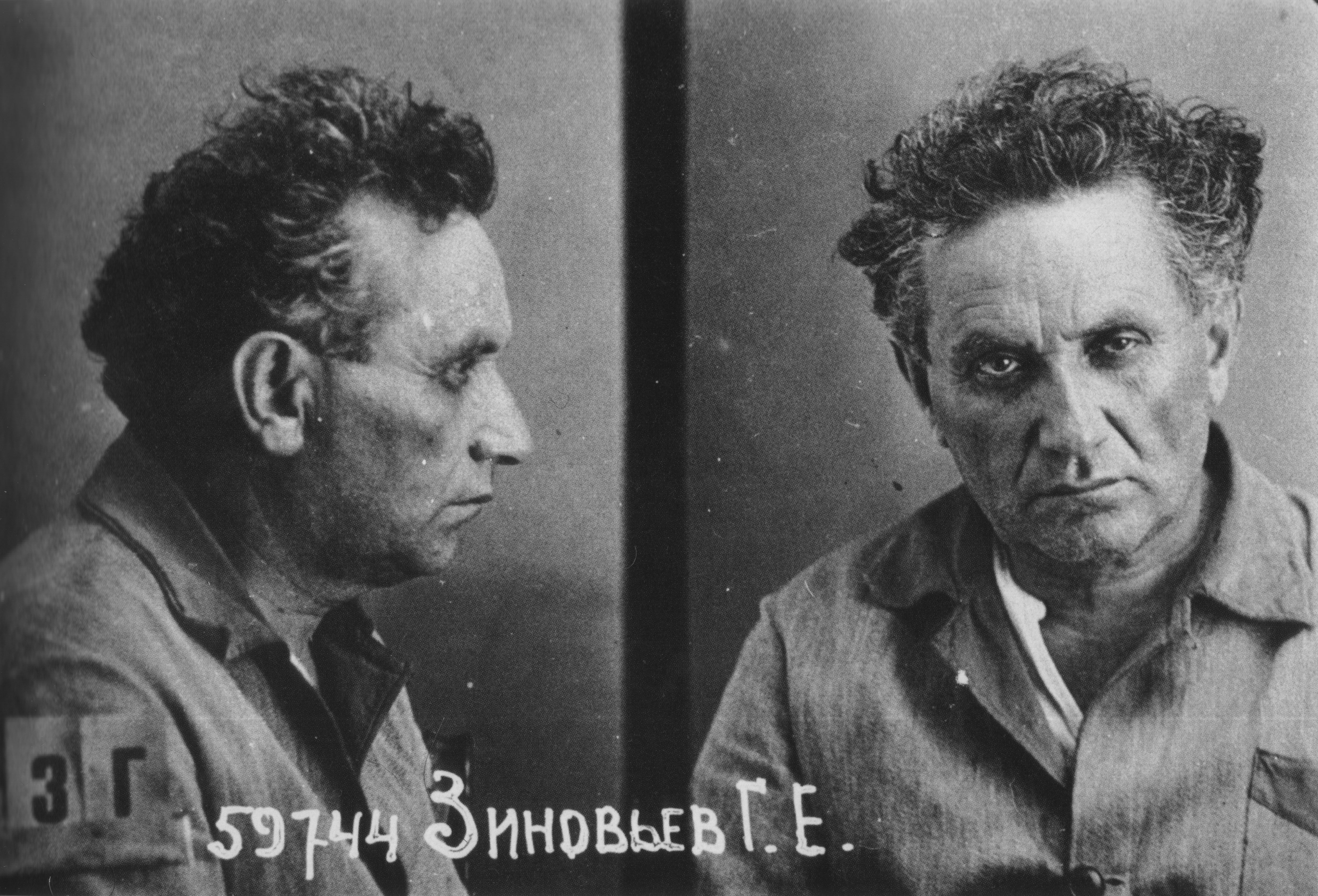
死刑執行直前のジノヴィエフ（1936）

レーニンの晩年から政治局でスターリン、カーメネフと同盟を結び、三人組（トロイカ）を組んでトロツキーと対立し、結果としてトロツキーの失脚と国外追放に関与することになる。1924年にレーニンが死ぬと、ジノヴィエフは党の最高実力者の一人となるが、その一方でスターリンが書記長として権力を集中していることに危惧を覚え、1925年レニングラードの党組織を中核とした「新しい反対派」を組織する。第14回共産党大会では、スターリンの「一国社会主義論」に反対、党の非民主的な指導と官僚主義的統制を批判し、対立していたトロツキー及びトロツキー派と「合同反対派」を結成したしたが、すぐさま切り崩しを受けた。時既に遅く1926年政治局員とコミンテルン議長を解任され、党を除名された。翌1927年の党大会で自己批判した。
1928年1月2日までに中央執行委員会からも除名処分。1月15日までに反革命行為を理由にタンボフに流刑処分となったが、その後に復党する。カザン大学学長、共産党機関誌「ボリシェヴィーク」編集部員を務めるが、1932年再度党を除名、カルーガに追放される。1933年復権しモスクワに帰還を許可され、ソ連消費組合中央連合幹部会員に選出される。1934年第17回党大会では演説でスターリンを指導者として讃えた。
しかし、大粛清がはじまり、ジノヴィエフはその犠牲者となった。1934年12月にセルゲイ・キーロフが暗殺された事件をめぐり、ジノヴィエフは、事件に連座したとして党を除名の上、逮捕された。1935年に禁固10年の判決を受けウラルの政治犯収容所に入る。翌1936年にジノヴィエフはスターリンなど党指導部に対するテロが1932年に計画したという「合同本部」事件で告発され、十月革命の『裏切り』の件まで追及された（第一回モスクワ裁判）。ジノヴィエフは拷問を受けた上、スターリンに生命の保証を約束され有罪を認めたが、結局8月24日にカーメネフら15人と共に死刑判決を受けた。その時、「スターリンは約束したんだ、スターリンは…」と口走り、カーメネフに連れられて退廷させられた。
死を悟ったジノヴィエフは、処刑される直前、同じく囚われの身のカーメネフに「イタリアと同じことがおきた」と心情を打ち明けた。カーメネフは「よせ、威厳を持って死んでいこう」と返答したのに対し、ジノヴィエフはイタリアのベニート・ムッソリーニがローマ進軍で政権を奪取した例を出し「ここソビエトでもファシストがクーデターを起こした」と述べ、嘆いたとされる。
助命嘆願を拒否されたジノヴィエフ（裁判官ヴァシリー・ウルリヒへはGPU副局長ヨシフ・ウンシュリフトから『いかなる助命嘆願も拒否せよ』と指令が出されていた）は、判決が下された翌25日未明の深夜2時に（銃殺刑のために）将校から独房から出るように命じられるが、彼はその場で激しく抵抗し同伴していた兵士のピストルで射殺された。52歳だった。

## 死後
ジノヴィエフは三度結婚した。最初の妻サラ・ナウモヴナ・ラヴィッチ（1879年- 1957年）と離婚した後、ズラタ・イオノヴナ・リリーナ（1882年- 1929年）と再婚。リリーナとの間に一人息子のステファン・グリゴリエヴィチ・ラドミスリスキーが産まれるも死別し、ラスマン・エフゲニア・ヤコヴレヴナ（1894年 - 1985年）と再婚した。
ジノヴィエフ本人の失脚・投獄と相前後してヤコブレウナ夫人と息子のステファン、元夫人のラヴィッチも逮捕され、ステファンは1937年に銃殺刑に処せられ死亡。ヤコブレウナ夫人とラヴィッチ元夫人は1954年に釈放された。処刑から52年後の1988年にペレストロイカに伴い、「歴史の見直し」の一環としてジノヴィエフは名誉回復された。

## 参考資料
- 『レーニンの秘密』（上・下）、ドミトリー・ヴォルコゴーノフ、NHK出版、1995年
- 『スターリン-赤い皇帝と廷臣たち』（上・下）、サイモン・セバーグ・モンテフィオーリ、染谷徹訳、白水社、2010年、上巻 ISBN 978-4-560-08045-0、下巻 ISBN 9784560080467